# Úrvalsdeild 2017
La Úrvalsdeild 2017, detta anche Pepsi Úrvalsdeild per motivi di sponsorizzazione, è stata la 106ª edizione della massima divisione del campionato islandese di calcio. La stagione è iniziata il 30 aprile e si è conclusa il 30 settembre 2017. Il campionato è stato vinto dal Valur per la ventunesima volta nella sua storia.

## Stagione

### Novità
Dalla Úrvalsdeild 2016 sono state retrocesse in 1. deild karla il Fylkir e il Þróttur, classificatesi agli ultimi due posti. Dalla 1. deild karla sono stati promossi in Úrvalsdeild il KA Akureyri e il Grindavík, prime due classificate.

### Formula
Le 12 squadre partecipanti si affrontano in un girone all'italiana con partite di andata e ritorno, per un totale di 22 giornate. La squadra prima classificata è dichiarata campione di Islanda e ha il diritto a partecipare alla UEFA Champions League 2018-2019 partendo dal secondo turno di qualificazione. Le squadre classificate al secondo e terzo posto sono ammesse alla UEFA Europa League 2018-2019 partendo dal primo turno di qualificazione, assieme alla squadra vincitrice della Coppa d'Islanda. Le ultime due classificate retrocedono direttamente in 1. deild karla 2018.

## Squadre partecipanti
| Club              | Città          | Stadio            | Stagione 2016              |
| ----------------- | -------------- | ----------------- | -------------------------- |
| Breiðablik        | Kópavogur      | Kópavogsvöllur    | 6º posto in Úrvalsdeild    |
| FH Hafnarfjörður  | Hafnarfjörður  | Kaplakriki        | Campione d'Islanda         |
| Fjölnir           | Reykjavík      | Fjölnisvöllur     | 4º posto in Úrvalsdeild    |
| Grindavík         | Grindavík      | Grindavíkurvöllur | 2º posto in 1. deild karla |
| ÍA Akraness       | Akranes        | Norðurálsvöllur   | 8º posto in Úrvalsdeild    |
| ÍBV Vestmannæyja  | Vestmannaeyjar | Hásteinsvöllur    | 9º posto in Úrvalsdeild    |
| KA Akureyri       | Akureyri       | Akureyrarvöllur   | 1º posto in 1. deild karla |
| KR Reykjavík      | Reykjavík      | KR-völlur         | 3º posto in Úrvalsdeild    |
| Stjarnan          | Garðabær       | Stjörnuvöllur     | 2º posto in Úrvalsdeild    |
| Valur             | Reykjavík      | Vodafonevöllurin  | 5º posto in Úrvalsdeild    |
| Víkingur          | Reykjavík      | Víkingsvöllur     | 7º posto in Úrvalsdeild    |
| Víkingur Ólafsvík | Ólafsvík       | Ólafsvíkurvöllur  | 10º posto in Úrvalsdeild   |

## Classifica finale
Fonte: sito ufficiale.
|  | Pos. | Squadra           | Pt | G  | V  | N | P  | GF | GS | DR  |
|  | ---- | ----------------- | -- | -- | -- | - | -- | -- | -- | --- |
|  | 1.   | Valur             | 50 | 22 | 15 | 5 | 2  | 43 | 20 | +23 |
|  | 2.   | Stjarnan          | 38 | 22 | 10 | 8 | 4  | 46 | 25 | +21 |
|  | 3.   | FH Hafnarfjörður  | 35 | 22 | 9  | 8 | 5  | 33 | 25 | +8  |
|  | 4.   | KR Reykjavík      | 31 | 22 | 8  | 7 | 7  | 31 | 29 | +2  |
|  | 5.   | Grindavík         | 31 | 22 | 9  | 4 | 9  | 31 | 39 | -8  |
|  | 6.   | Breiðablik        | 30 | 22 | 9  | 3 | 10 | 34 | 35 | -1  |
|  | 7.   | KA Akureyri       | 29 | 22 | 7  | 8 | 7  | 37 | 31 | +6  |
|  | 8.   | Víkingur          | 27 | 22 | 7  | 6 | 9  | 32 | 36 | -4  |
|  | 9.   | ÍBV Vestmannæyja  | 25 | 22 | 7  | 4 | 11 | 32 | 38 | -6  |
|  | 10.  | Fjölnir           | 25 | 22 | 6  | 7 | 9  | 32 | 40 | -8  |
|  | 11.  | Víkingur Ólafsvík | 22 | 22 | 6  | 4 | 12 | 24 | 44 | -20 |
|  | 12.  | ÍA Akraness       | 17 | 22 | 3  | 8 | 11 | 28 | 41 | -13 |

Legenda:
      Campione d'Islanda e ammessa alla UEFA Champions League 2018-2019
      Ammesse alla UEFA Europa League 2018-2019
      Retrocesse in 1. deild karla 2018
Note:
Tre punti a vittoria, uno a pareggio, zero a sconfitta.
La classifica viene stilata secondo i seguenti criteri:
- Punti conquistati
- Differenza reti generale
- Reti totali realizzate
- Punti conquistati negli scontri diretti
- Differenza reti negli scontri diretti
- Reti realizzate negli scontri diretti
- Reti realizzate in trasferta negli scontri diretti
- play-off (solo per decidere la squadra campione)
- Sorteggio

## Risultati
|                   | Bre  | Haf  | Fjö  | Gri  | ÍAA  | ÍBV  | KA   | KR   | Stj  | Val  | Vík  | VíÓ  |
| ----------------- | ---- | ---- | ---- | ---- | ---- | ---- | ---- | ---- | ---- | ---- | ---- | ---- |
| Breiðablik        | –––– | 1-2  | 2-1  | 0-0  | 2-0  | 3-2  | 1-3  | 1-3  | 1-3  | 1-2  | 1-2  | 2-1  |
| FH Hafnarfjörður  | 0-1  | –––– | 1-2  | 1-0  | 2-0  | 2-1  | 2-2  | 0-1  | 3-0  | 2-1  | 2-2  | 0-2  |
| Fjölnir           | 1-0  | 2-1  | –––– | 4-0  | 2-2  | 2-1  | 2-2  | 2-2  | 1-3  | 1-1  | 3-1  | 1-1  |
| Grindavik         | 4-3  | 1-1  | 2-1  | –––– | 3-2  | 3-1  | 2-1  | 2-2  | 2-2  | 1-0  | 1-2  | 1-3  |
| ÍA Akranes        | 2-3  | 2-4  | 3-1  | 2-3  | –––– | 0-1  | 2-0  | 1-1  | 2-2  | 2-4  | 1-1  | 0-0  |
| ÍBV Vestmannæyja  | 1-1  | 0-1  | 0-0  | 2-1  | 1-4  | –––– | 3-0  | 3-1  | 2-2  | 2-3  | 1-0  | 0-1  |
| KA Akureyri       | 2-4  | 0-0  | 2-0  | 2-1  | 0-0  | 6-3  | –––– | 2-3  | 1-1  | 1-1  | 2-2  | 5-0  |
| KR Reykjavik      | 1-1  | 2-2  | 2-0  | 0-1  | 2-1  | 0-3  | 0-0  | –––– | 0-1  | 0-0  | 1-2  | 4-2  |
| Stjarnan          | 2-0  | 1-1  | 4-0  | 5-0  | 2-2  | 5-0  | 2-1  | 2-0  | –––– | 1-2  | 1-2  | 3-0  |
| Valur             | 1-0  | 1-1  | 4-1  | 2-0  | 6-0  | 2-1  | 1-0  | 2-1  | 1-1  | –––– | 4-3  | 2-0  |
| Víkingur          | 2-3  | 2-4  | 2-1  | 1-2  | 0-0  | 1-1  | 0-1  | 0-3  | 2-2  | 0-1  | –––– | 2-0  |
| Víkingur Ólafsvík | 0-3  | 1-1  | 4-4  | 2-1  | 1-0  | 0-3  | 1-4  | 1-2  | 2-1  | 1-2  | 1-3  | –––– |

## Statistiche

### Classifica marcatori
Fonte: sito ufficiale.
| Gol |  |  | Giocatore                 | Squadra          |
| --- |  |  | ------------------------- | ---------------- |
| 19  |  |  | Andri Rúnar Bjarnason     | Grindavík        |
| 15  |  |  | Steven Lennon             | FH Hafnarfjörður |
| 12  |  |  | Guðjón Baldvinsson        | Stjarnan         |
| 11  |  |  | Geoffrey Castillion       | Víkingur         |
| 11  |  |  | Hólmbert Aron Friðjónsson | Stjarnan         |
| 10  |  |  | Hilmar Árni Halldórsson   | Stjarnan         |
| 10  |  |  | Gunnar Heiðar Þorvaldsson | ÍBV Vestmannæyja |
| 9   |  |  | Elfar Árni Aðalsteinsson  | KA Akureyri      |
| 9   |  |  | Emil Lyng                 | KA Akureyri      |
| 9   |  |  | Tobias Thomsen            | KR Reykjavík     |